# Рядове вугілля
Рядове вугілля (рос. рядовой уголь, англ. run-of-mine coal, as-received coal, raw coal, нім. Förderkohle f) — 
- 1) Видобуте, не оброблене вугілля, сировина для збагачення.
- 2) Вугілля (в тому числі антрацит), яке відвантажується на ТЕС, для ін. теплоенергетичних потреб без розсівання на сорти за крупністю, але з можливим обмеженням верхньої границі крупності, наприклад, 0–100 мм, а також з попереднім видаленням крупних шматків породи.